# Hans Encke
Hans Encke (* 12. Januar 1896 in Potsdam; † 2. August 1976 in Köln) war ein deutscher evangelischer Geistlicher.

## Leben
Hans Encke war der älteste Sohn des Gartenarchitekten Fritz Encke. Er besuchte das Evangelische Lyceum und das Friedrich-Wilhelm-Gymnasium in Köln. Konfirmiert wurde er von Carl Jatho. Nach Notabitur kämpfte er im Ersten Weltkrieg als Soldat unter anderem in Russland, wo er verwundet wurde und ein Bein verlor. 1921 Beginn des Lehrvikariats bei Pfarrer Nack. Erste Predigt in der Antoniterkirche (Köln). Ordination 1922 in Köln. Ab 1923 Krankenhausseelsorger der Evangelischen Gemeinde Köln, später erster hauptamtlicher Religionslehrer an der städtischen Berufsschule. Leiter der Evangelischen Volksjugend Köln im Bund Deutscher Jugendvereine. Ab 1925 war er Pfarrer an der Kreuzkapelle in Köln-Riehl.
Während der Zeit des Nationalsozialismus war Encke Vertrauensmann der Kölner Synode der Bekennenden Kirche und saß auch 1937 für kurze Zeit in Haft. 1935 nahm er an den Bekenntnissynoden in Berlin-Dahlem und in Berlin-Steglitz teil. 1945 war Encke Mitbegründer der Kölner CDU.
1945 wurde er Superintendent des Kirchenkreises Köln, war in dieser Funktion von 1953 bis 1955 Geschäftsführer der Antoniter Siedlungsgesellschaft mbH und 1951/1952 maßgeblich daran beteiligt, dass die Skulptur Der Schwebende von Ernst Barlach in die Antoniterkirche kam. 1964 wurde er erster Stadtsuperintendent des Evangelischen Stadtkirchenverbandes Köln.
Encke ist u. a. von Anton Räderscheidt porträtiert worden. Hans Encke hatte sechs Kinder: Hans, Klaus, Lene, Helga, Walter und Karin-Bettina Encke. Er starb 1976 im Alter von 80 Jahren und wurde auf dem Kölner Südfriedhof beerdigt.

## Ehrungen
- 1966: Großes Verdienstkreuz der Bundesrepublik Deutschland